# アクトレス (テレビドラマ)
『アクトレス』は、2023年4月14日から6月2日の期間に、Lemino、ひかりTVで配信が開始された坂道シリーズ（乃木坂46・櫻坂46・日向坂46）共演のオリジナルドラマ作品。
誉田哲也原作で2021年にドラマ化された『ボーダレス』の続編。前作から引き続き、森田ひかる（櫻坂46）、齊藤京子（日向坂46）、小林由依（櫻坂46）、早川聖来（乃木坂46）が出演し、本作では大園玲（櫻坂46）、林瑠奈（乃木坂46）、伊藤理々杏（乃木坂46）が新たに加わった。
2022年1月19日に光文社より発売された誉田哲也のサスペンス小説『アクトレス』を元に、映像化、配信された全8話のオリジナルドラマ。

## キャスト

### 主要人物
森奈緒
演 - 森田ひかる（櫻坂46)
元警察官。現在は探偵事務所勤務。高校時代からの友人・希莉を探すため、琴音がミッキーから聞いた手掛かりをもとに、希莉の家に向かう。
片山希莉
演 - 齊藤京子（日向坂46)
真瀬環菜名義で発表された小説の本当の作者。小説を模倣した事件の犯人を追っていたが、手掛かりを掴んだ希莉は行方不明になる。
田川朋美
演 - 大園玲（櫻坂46）
奈緒を引っ張る探偵事務所の先輩。持ち前の明るさと行動力で、希莉の捜索に尽力。
中島琴音
演 - 小林由依（櫻坂46）

市原叶音
演 - 早川聖来（乃木坂46）

真瀬環菜
演 - 伊藤理々杏（乃木坂46）

天野美樹
演 - 林瑠奈（乃木坂46）
通称ミッキー。希莉の大学の演劇部の後輩。琴音に言付けた手掛かりが、希莉の発見へと繋がる。

### 周辺人物
市原静男
演 - 宮川一朗太

## スタッフ
- 原作 - 誉田哲也『アクトレス』（光文社）
- 監督 - 頃安祐良
- 演出 - 井上テテ
- 音楽 - 松室政哉
- 主題歌 - Thinking Dogs「深海魚」（ソニーミュージック）[1]

## 配信日程
| 話数     | 配信日  |
| -------- | ------- |
| episode1 | 4月14日 |
| episode2 | 4月21日 |
| episode3 | 4月28日 |
| episode4 | 5月05日 |
| episode5 | 5月12日 |
| episode6 | 5月19日 |
| episode7 | 5月26日 |
| episode8 | 6月02日 |
| 総集編   | 6月09日 |